# Cielce
Cielce – wieś w Polsce położona w województwie łódzkim, w powiecie sieradzkim, w gminie Warta.
W latach 1954–1972 wieś należała i była siedzibą władz gromady Cielce. W latach 1975–1998 miejscowość administracyjnie należała do województwa sieradzkiego.

## Historia
Pierwsza wzmianka o Cielcach pojawiła się w 1386 r. Wieś stanowiła wtedy własność Szreniawitów lub Nałęczów. W 1806 r. Felicjan Otocki herbu Dołęga sprzedał wieś Ignacemu Jabłkowskiemu herbu Wczele. Rozwój wsi nastąpił, gdy przejął ją Józef Jabłkowski (1817–1889), który po ukończeniu prawa i agronomii osiadł w Cielcach w 1839 r. W 1846 r. przeprowadził oczynszowanie chłopów, które polegało na oddaniu zagrody na własność, a ziemi na wieczyste użytkowanie. Założył też nielegalną szkołę dla dzieci chłopskich, do której chodziły również jego własne dzieci. Po modernizacji i powiększeniu majątku do ok. 1600 ha w 1852 r. uruchomił w Cielcach cukrownię, która dotrwała do 1938 r. Wśród innych jego dokonań warto wspomnieć, iż był jednym z inicjatorów wybudowania kolei z Łodzi do Koluszek. Jabłkowscy zmuszeni byli do sprzedaży Cielc w 1879 r. Józef Jabłkowski pozostawił po sobie czternaścioro dzieci (z małżeństwa z Joanną Garczyńską). Jego synowie założyli w Warszawie przy ul. Brackiej (z filią w Wilnie) „Dom Handlowy Braci Jabłkowskich” (więcej w książce Feliksa Jabłkowskiego Romans ekonomiczny, PAX 1980, ISBN 83-207-1796-5). Po Jabłkowskich gospodarował w Cielcach Jan Kraczanowicz.
W latach osiemdziesiątych XIX wieku majątek Cielce nabył Stefan Karłowski (1863–1946) herbu Prawdzic, a następnie przekazał go swemu najstarszemu synowi Janowi Karłowskiemu (1895–1972) urodzonemu już w Cielcach. Jan Karłowski rozbudował majątek i uczynił go bardzo dochodowym, a w 1932 roku zbudował stojącą do dziś kaplicę pod wezwaniem św. Teresy. Z małżeństwa Jana Karłowskiego z Haliną z Gorczyńskich herbu Jastrzębiec urodziła się w Cielcach trójka dzieci: Stefan, Anna i Marek. W 1939 roku hitlerowcy wypędzili z Cielc rodzinę Karłowskich, a po zakończeniu wojny powrót do rodzinnego majątku nie był już możliwy, gdyż w wyniku reformy rolnej majątek rozparcelowano i utworzono spółdzielnie produkcyjną.
Przed I wojną światową w Cielcach funkcjonowała tajna organizacja „Zaranie”, po 1918 r. „zaraniowcy” wstąpili do PSL „Wyzwolenie”. W czasie następnej wojny funkcjonowała tutaj ZWZ-AK

## Zabytki
Pamiątką po Jabłkowskich jest staropolski dwór w Cielcach z pierwszej połowy XIX wieku, zniszczony po 1945, wykupiony w 1983 przez Konstantego i Genowefę Joczów, odrestaurowany przez ich synów Marcina Jocza i Pawła Jocza, artystę rzeźbiarza osiadłego w Paryżu.
Przed drugą wojną światową przez ponad pół wieku dwór w Cielcach był własnością rodziny Karłowskich, po czym został on jej bezprawnie zabrany. Rodzina Karłowskich nigdy nie zrzekła się praw ani do majątku ani do dworu, a jego sprzedaż po II wojnie światowej nastąpiła bez jej wiedzy i zgody. W chwili obecnej spadkobiercy Jana Karłowskiego rozpoczęli starania mające na celu zwrot bezprawnie zabranego dworu.
W Cielcach znajduje się podworska kaplica św. Teresy, ufundowana w 1932 przez Jana i Halinę Karłowskich; ocalały także niektóre zabudowania cukrowni.
W szkole (przerobiony budynek cukrowni) tablica poświęcona Mikołajowi Kopernikowi.